# 후기 자유주의 신학
후기 자유주의 신학(Postliberal theology) 포스트 리버럴 혹은 이야기 신학(narrative theology)이란 20세기 후반에 대중화된 기독교 신학이다. 이 운동의 지지자들은 교회가 성경을 사용하는 것은 일관되게 조직신학의 발전을 위하여 규범적으로 제시되어야 하고 기독교 믿음을 이야기적으로 제시되어야 한다고 강조한다. 조지 린드벡을 중심으로 한스 프라이와 스탠리 하우어워스 같은 학자들이 주축이 되어 신학적 영향을 미쳤다.

## 특징
정승원 교수에 의하면 이 신학은 주로 성경 해석학과 관련하여 발전된 신학으로 이해하는데 신학적 스펙트럼은 좀 더 넓다. 이 신학의 대표적인 학자들은  조지 린드벡을 중심으로 한스 프라이와 스탠리 하우어워스, 가브리엘 팩커(Gabriel Fackre), 마이클 노박(Michael Novak), 제임스 맥클렌돈(James McClendon) 등이 있다. 이들은 먼저 진리가 어떤 명제적 혹은 논리적 체계로 표현될 수 있다는 기존의 신학 전통을 비판하면서 시작한다. 성경은 어떤 철학적 혹은 신학적 체계가 아니라 구속의 역사요 하나님의 사역에 관한 이야기라고 주장한다. 이미 주어진 텍스트의 이야기가 이미 해석이 된 이야기요 독자들이 자신들의 세계로 텍스트를 갖고 들어가는 것이 아니라 그들이 그 텍스트 세계로 들어가야 한다는 것이다. 성경이라는 텍스트, 즉 성경의 이야기는 그 자체가 실재의 모습이라는 것이다. 그래서 이야기 신학자들은 성경 이야기 구조가 실재의 구조를 반영하는 것으로 믿는 것이다. 이런 이유로 해서 그들은 '사건'과 '해석'의 구분을 거부한다. 사건이 해석이고 해석이 사건이라는 것이다. 그 사건은 다름 아닌 이야기체로 기록된다는 것이다. 물론 그들이 의미하는 바는 이야기만 읽고 더 이상 신학적 생각을 하지 않는다는 것이 아니다. 그 이야기와 신학과의 관계에 있어서 신학은 이야기를 뒷받침 해주는 것에 불과하다는 것이다. 달리 말하면 신학은 변치 않는 진리의 체계적 설명이 아니라는 것이다.

### 평가
성경을 교리적으로 해석하는 것에 대한 비판은 정당할 수 있지만, 성경이 주장하는 교리를 거부하는 것은 인간의 자율적인 권위를 지나치게 확대하는 오류를 범할 수도 있다.

## 같이 보기
- 조지 린드벡
- 한스 프라이
- 스탠리 하우어워스
- 내러티브 설교

## 관련 서적
- The Art of Biblical Narrative by Robert Alter (1981, ISBN 0-465-00427-X)
- The Gospel in Parable: Metaphor, Narrative, and Theology in the Synoptic Gospels by John R. Donahue (1990, ISBN 0-8006-2480-7)
- The Eclipse of Biblical Narrative : A Study in Eighteenth and Nineteenth Century Hermeneutics by Hans Frei (1980, ISBN 0-300-02602-1)
- Theology and Narrative: A Critical Introduction by Michael Goldberg (1982, ISBN 1-56338-010-2)
- A Community of Character by Stanley Hauerwas (1981, ISBN 0-268-00735-7)
- Paul Among the Postliberals by Douglas Harink (2003, ISBN 1-58743-041-X)
- The Triune God: An Essay in Postliberal Theology by William C. Placher (2007, ISBN 0-664-23060-1)
- Revelation and Theology: The Gospel as Narrated Promise by Ronald F. Thiemann (1985, ISBN 1-59752-358-5)
- Narratives of a Vulnerable God: Christ, Theology, and Scripture by William C. Placher (1994, ISBN 0-664-25534-5)
- The Domestication of Transcendence: How Modern Thinking about God Went Wrong by William C. Placher (1996, ISBN 0-664-25635-X)
- Narrative Reading, Narrative Preaching edited by Joel Green & Michael Pasquarello (2003, ISBN 0-8010-2721-7)
- Why Narrative? Readings in Narrative Theology, edited by Stanley Hauerwas & L. Gregory Jones (1989, ISBN 1-57910-065-1)
- Resident Aliens: Life in the Christian Colony by Stanley Hauerwas & William Willimon (1989, ISBN 0-687-36159-1)
- Unleashing the Scripture: Freeing the Bible from Captivity to America by Stanley Hauerwas (1993, ISBN 0-687-31678-2)
- Women and the Authority of Scripture: A Narrative Approach by Sarah Heaner Lancaster (2002, ISBN 1-56338-356-X)
- The Nature of Doctrine: Religion and Theology in a Postliberal Age by George Lindbeck (1984, ISBN 0-664-24618-4)
- The Story of God: Wesleyan Theology and Biblical Narrative by Michael Lodahl (1994, ISBN 0-8341-1479-8)
- The Use and Abuse of the Bible: A Study of the Bible in  an Age of Rapid Cultural Change by Dennis Nineham, (1976, ISBN 0-333-10489-7)
- The Promise of Narrative Theology: Recovering the Gospel in the Church by George W. Stroup (1997, ISBN 1-57910-053-8)
- The Politics of Jesus by John Howard Yoder (1972, ISBN 0-8028-0734-8)
- Transforming Postliberal Theology by C.C. Pecknold (2005, ISBN 0-567-03034-2)
- The Drama of Doctrine: A Canonical-Linguistic Approach To Christian Theology by Kevin J. Vanhoozer (2005, ISBN 0-664-22327-3)
- The Trial of Witnesses:  The Rise and Decline of Postliberal Theology by Paul DeHart (2006)
- Preaching Jesus: New Directions for Homiletics in Hans Frei's Postliberal Theology by Charles L. Campbell (1997)
- Karl Barth:  Theologian of Christian Witness by Joseph Mangina (2004)
- The Priority of Christ:  Towards a Postliberal Catholicism by Robert Barron (2007)
- The Nature of Confession: Evangelicals and Postliberals in Conversation (Eds) Denis Okholm and Timothy Philips (1996)
- Postliberal Theology and the Church Catholic: Conversations with George Lindbeck, David Burrell, Stanley Hauerwas edited by John W. Wright (2012, ISBN 978-0-8010-3982-9)
- Another Reformation: Postliberal Christianity and the Jews by Peter Ochs (2011, ISBN 978-0801039409)